# فجر ۳ (موشک بالستیک)
فجر-۳ موشک بالستیک میان برد ساخته شده توسط ایران با برد نهایی نامشخص (حدود ۲۰۰۰ کیلومتر) است. مقامات ایرانی اظهار داشته‌اند این موشک قابلیت رادار گریزی داشته و توانایی اصابت چندین هدف به‌طور مستقل را دارد. (MIRV)

سپاه پاسداران انقلاب اسلامی از این موشک در طول مانور پیامبر اعظم در تاریخ ۳۱ مارس ۲۰۰۶ پرده‌برداری کرد. سرتیپ حسین سلامی فرمانده نیروی هوایی، "آزمایش موفقیت‌آمیز یک موشک جدید با توانایی‌های فنی و تاکتیکی بیشتر نسبت به موشک‌هایی که قبلاً تولید شده است" را در تلویزیون اعلام کرد. او همچنین اظهار داشت که موشک سه کلاهک را حمل می‌کند که هر کلاهک می‌تواند هدف خود را به صورت دقیق مورد اصابت قرار دهد. وی برد موشک را که با توجه به ظرفیت حمل (بار مفید موشک) آن متفاوت است را مشخص نکرد.